# St. Martin (Vollerwiek)

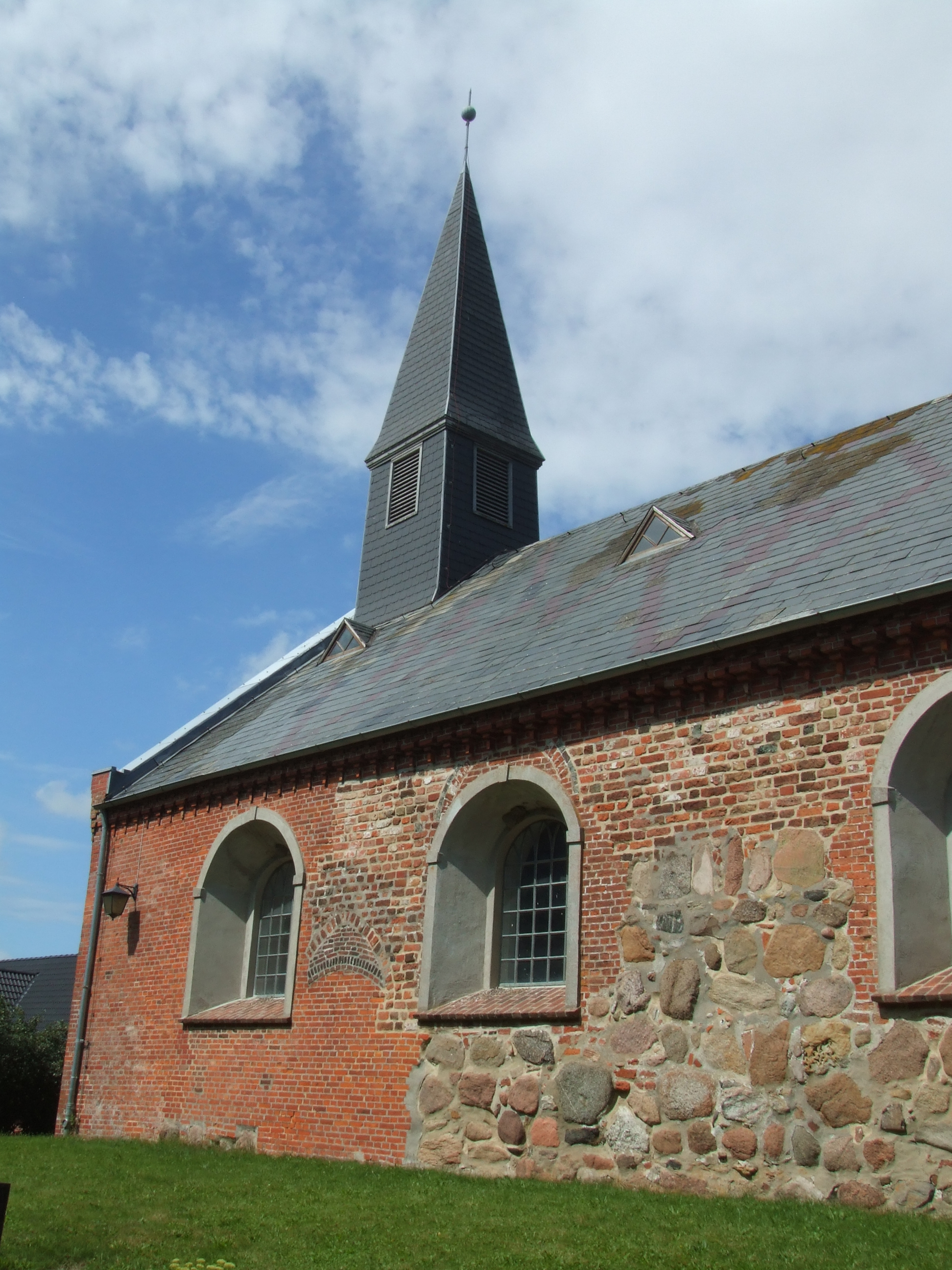
Außenansicht

St. Martin ist eine romanische Kirche in Vollerwiek. Sie gehört zur Kirchengemeinde Eiderstedt-Mitte im Kirchenkreis Nordfriesland der Evangelisch-Lutherischen Kirche in Norddeutschland.

## Bau und Geschichte
Die St.-Martin-Kirche steht auf der höchsten Warft des Ortes. Sie wurde 1113 von Garding aus in Vollerwiek gegründet. Grund war der Mord an dem Kirchenherren Harmen Lütke. Die Boyensmänner verloren daraufhin ihr Patronat. Nach einem erneuten Mord am Staller Jonssen flüchteten die Täter in diese Kirche, woraufhin die Kirche belagert und fast niedergebrannt wurde. 
Der im 12. Jahrhundert mit Feldsteinen begonnene Bau erfuhr eine Fortsetzung mit Backstein. Reste des Feldsteinmauerwerks mit einem mit Backstein verschlossenen gotischen Backsteinportal sind an der Nordwand erhalten.  Ob die halbrunde Apsis aus dieser Zeit stammt oder später errichtet wurde, bleibt ungeklärt. 1888 wurde der romanische Kirchenbau nach Westen hin erweitert. Im Inneren wurden eine Kassettendecke eingezogen.

## Ausstattung
Das gotische Altarretabel im Chor ist ein Pentaptychon, ein Flügelaltar mit zwei Klappflügelnpaaren, mit Schnitzwerk und Malerei. Er stammt vermutlich aus derselben Werkstatt wie der auf 1476 datierte, sehr ähnliche Flügelaltar in der St.-Magnus-Kirche in Tating und entstand wohl etwa zur selben Zeit. Das Mittelfeld zeigt die Kreuzigung mit 26 Schnitzfiguren. In den Seitenflügeln sind die zwölf Apostel als Standfiguren zu sehen, wobei die heutige Aufstellung der anhand ihrer Attribute zu identifizierenden Apostel immer nicht der Beschriftung in barocker Frakturschrift entspricht. Die Figurenfelder sind im oberen Bereich mit gotischem Maßwerk verziert, in dem sich ursprünglich kleine Heiligenfiguren befanden. Die Fassung stammt wie die Temperamalereien der Predella, Christus in der Rast, und der Innenflügel mit Halbfiguren der Evangelisten von der Renovierung des Retabels im 17. Jahrhundert, möglicherweise gleichzeitig mit der Anschaffung der inschriftlich auf 1663 datierten Abendmahlsbänke. Die ursprüngliche Bemalung Außenseiten der Flügel ist nicht erhalten. Nach Angabe von Richard Haupt waren die Schreinflügel über längere Zeit zugenagelt, so dass nur die Gemäldeflügel der ersten Wandlung sichtbar waren. 1855 wurde der Schrein wieder geöffnet und das Schnitzwerk neu bemalt.
Die Chorschranken werden von einer Triumphkreuzgruppe von 1663 beherrscht. Ursprünglich waren Balken und Stützen wohl Teil eines Lettners gewesen. Auf dem Balken befinden sich Maria in einem roten Gewand und Johannes mit einem grünen Gewand. An einem schlichten Brettkreuz hängt der Gekreuzigte mit einem vergoldeten Lendenschurz. Beschlagwerk-Schnitzereien zieren die Stützbalken.
Die Kanzel stammt aus den Jahren 1586/1887. Der Schnitzer ist unbekannt. Sie stellt den Eiderstedter Typ dar, ist jedoch mit den nach außen geklappten Feldern eine interessante Abwandlung. Der Korb mit Schalldeckel, Treppe und Tür stellt den Stil der Renaissance in einem besonderen Licht dar. Fünf Brüstungsfelder, die mit korinthischen Säulen flankiert werden, zeigen in ihrer schön gearbeiteten farbigen Fassung eindrucksvolle Schnitzereien. Die Themen befassen sich mit der Erschaffung Adams, dem Sündenfall, Ankündigung der Geburt Jesu, Kreuzigung und Taufe.
Gegenüber der reich ausgestalteten Renaissance-Kanzel hängen an der Nordwand Kopien der Porträts von Martin Luther und Philipp Melanchthon nach Lucas Cranach. Diese Ölgemälde, die auf Holz gemalt wurden, werden auf das Jahr um 1600 datiert.
Wandmalereien über dem Chorbogen wurden bei der Renovierung der Kirche im Jahre 2010–2012 freigelegt. Dadurch ließ sich belegen, dass die Wände ursprünglich einmal blau gefasst war. Die Bildmitte zeigt Jesus als Weltenrichter und ist der Barockzeit zuzurechnen. Die Rhomben und Rosetten hingegen werden in die Erbauungszeit der Kirche im 12. Jahrhundert datiert.
Aus dem Jahr 1615 entstammen Malereien an den Brüstungsfelder der Nordempore. Ihre Freilegung zeigen fünf Emporenbilder, die im Stil des niederländischen Romanismus gestaltet sind. Die mit Pilastern und Volutenkapitellen flankierten Bilder haben sich den Themen der Erschaffung Eva, dem Sündenfall, die Verkündigung, die Geburt und Taufe Christi angenommen. Inschriften zeugen von den Stiftern des Emporenwerks.
Ein spätgotisches Taufbecken aus blaugrauem Namurer Kalkstein hat die Gestalt eines achtseitigen Pokals. Auf einem zu klein geratenem Sockel trägt ein schlanker Schaft das ausladende Taufbecken.
Fünf Epitaphe, die alle aus dem 18. Jahrhundert stammen, sind mit Akantus- und Volutenanschwüngen geziert. Im Mittelbild sind barocke Gemälde mit Themen der Vita Jesus zu sehen.
Wenige Gestühlswangen, mit Voll- und Halbrosetten, sind aus dem Jahr 1663 erhalten.
Schnitzerei und Bemalung der Orgelempore greifen die Gestaltung der Kanzel auf. Die Ausgestaltung weist eine starke Ähnlichkeit mit St. Martin in Osterhever auf.

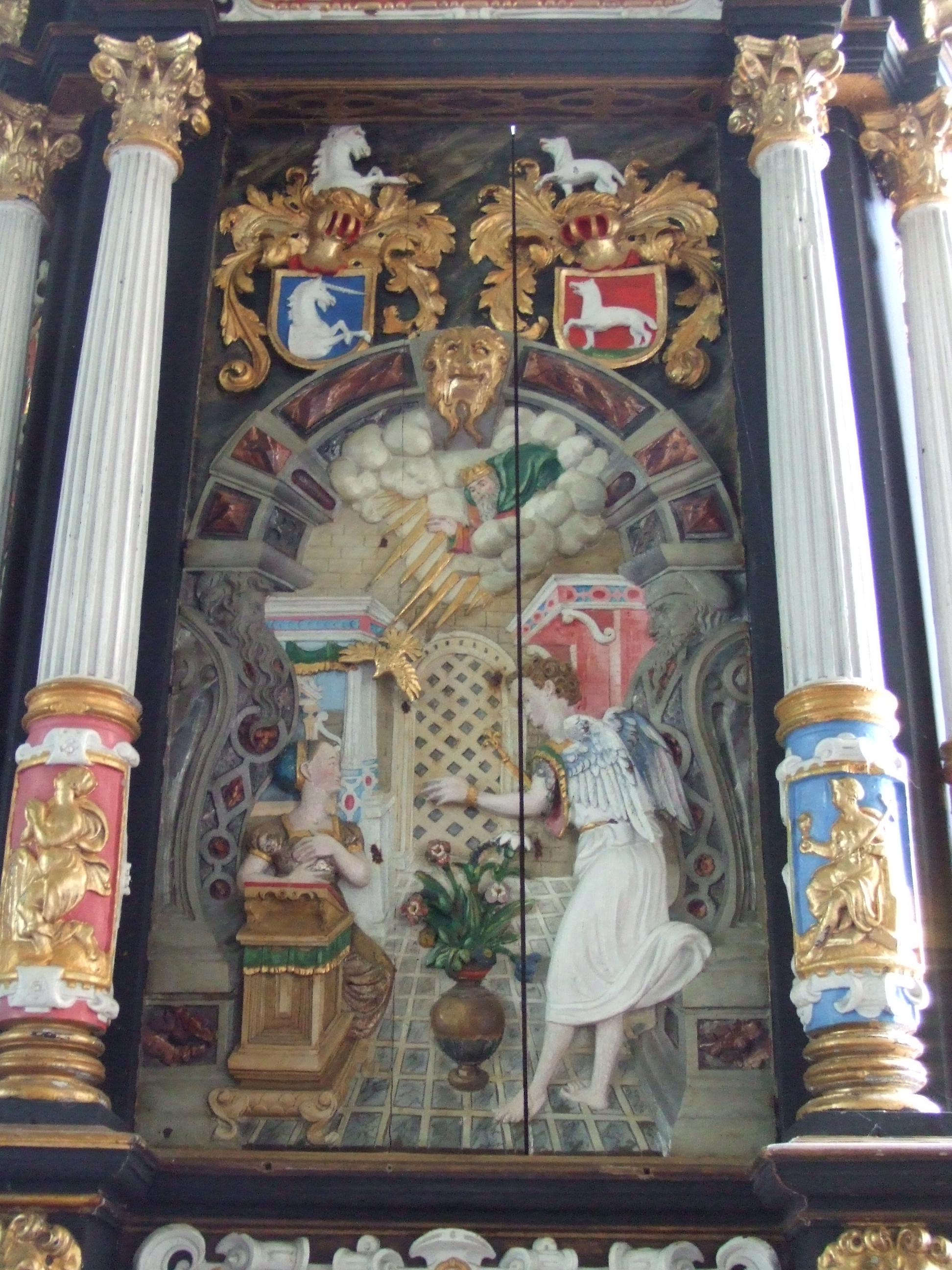
Verkündigungsszene, Kanzel
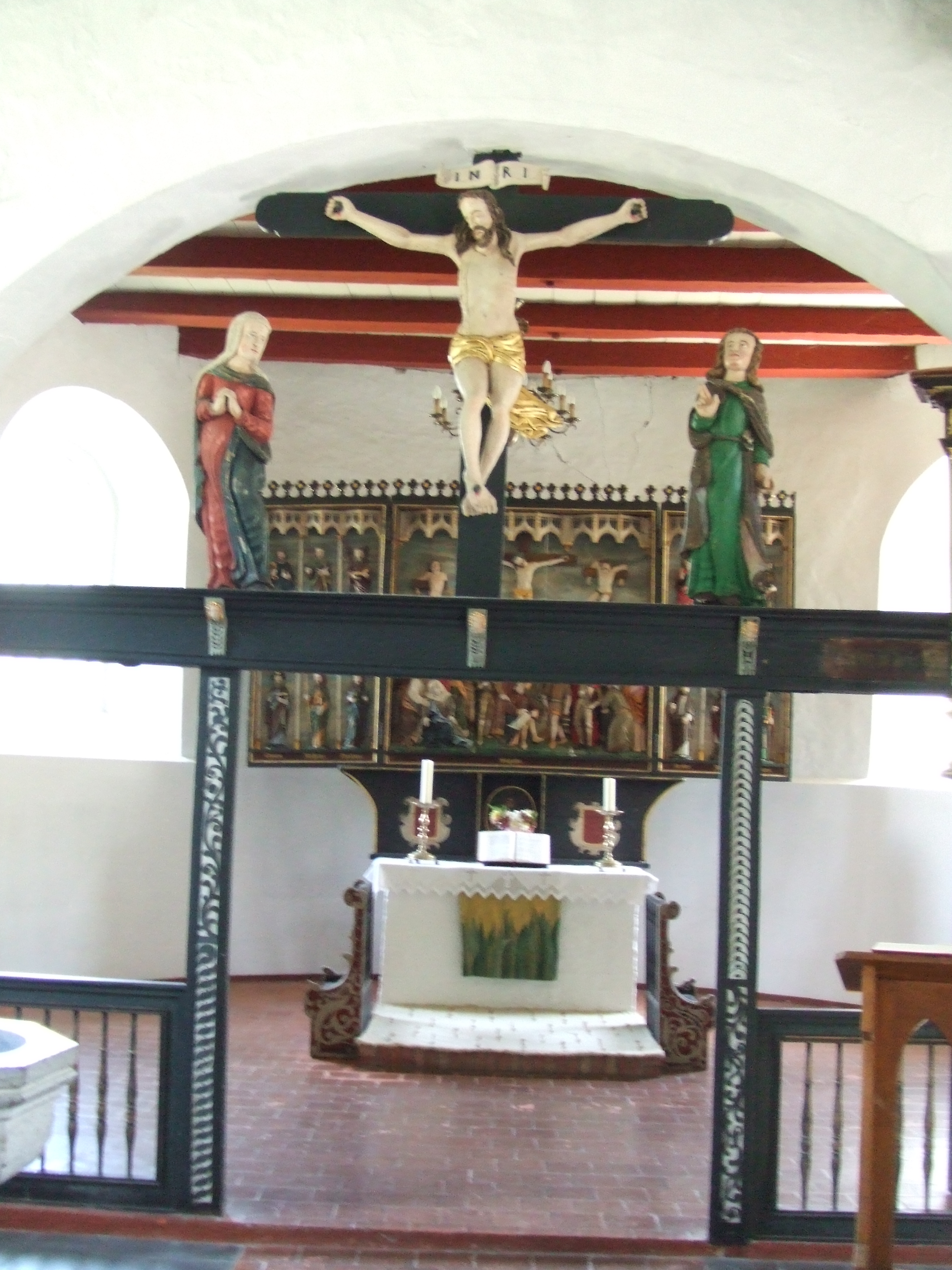
Triumphkreuz
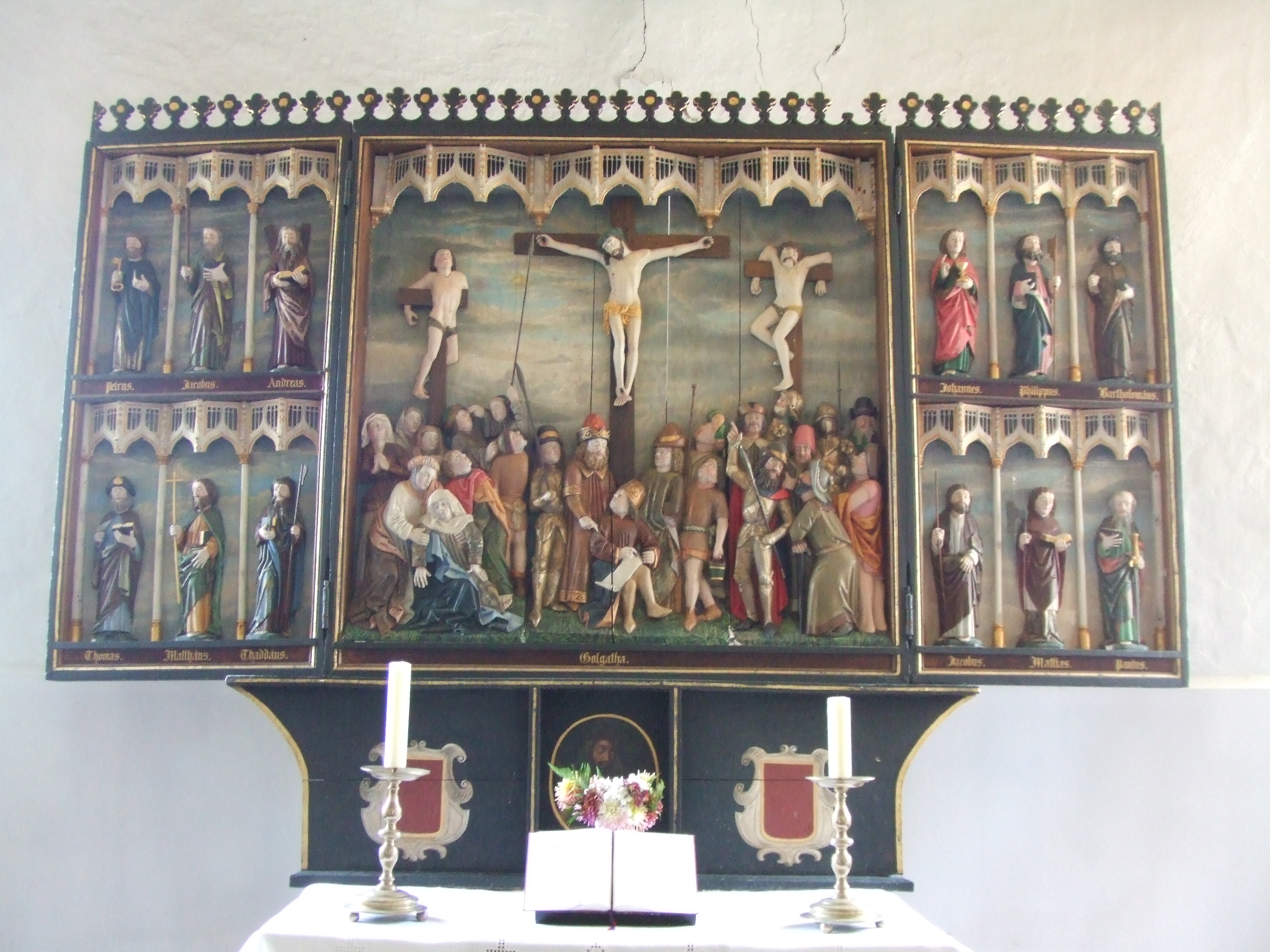
Flügelaltar

## Gemeinde
Vollerwiek gehört zusammen mit den ehemals selbständigen Kirchengemeinden der St.-Christians-Kirche in Garding, der St.-Katharina-Kirche in Katharinenheerd, der St.-Martin-Kirche in Osterhever, der St.-Johannis-Kirche in Poppenbüll, der St.-Anna-Kirche in Tetenbüll, der St.-Michael-Kirche in Welt und der St.-Stephanus-Kirche in Westerhever zur Kirchengemeinde Eiderstedt-Mitte mit insgesamt acht historischen Kirchen und zehn Kommunalgemeinden.

## Trivia
St. Martin war die Taufkirche des Bischofs der Evangelisch-Lutherischen Landeskirche Hannover, Ralf Meister.